# Клан Фергюсон
Клан Фергюсон или Фергюссон (шотл. — Clan Fergusson, гэльск. — Clan MacFhearghuis) — клан МакФергюс — один из кланов равнинной части Шотландии (Лоуленда) . Клан известен как «Сыны Фергюсса». Люди этого клана расселились почти по всей Шотландии — от Россшира на севере до Дамфрисшира на юге.
- Девиз клана: Dulcius ex asperis — Слаще после трудностей (лат.).
- Боевой клич клана: Clann Fhearghuis gu brath! — «Клан Фергюсон навсегда!» (Clan Fergus for ever!).
- Земли клана: Аргайл, Пертшир, Дамфрисшир, Галлоуэй.
- Символ клана: цветок малого подсолнечника.
- Вождь клана: сэр Чарльз Фергюсон из Килкеррана, 9-й баронет из Килкеррана.
- Резиденция вождя клана: Замок Килкерран (Айршир).

## История клана Фергюсон

### Происхождение клана Фергюсон
Гэльское название клана Фергюсон — МакФергюс — Сыны Фергюса. Кельтское имя Фергюс можно перевести как «Сердитый», «Суровый». Есть много разных ветвей, которые называют себя клан Фергюссон, но нет никаких доказательств того, что они имеют общее происхождение. Кроме того, разные ветви клана Фергюсон имеют различную символику и геральдику.
Ветка Фергюсон из Аргайла утверждают, что они происходят от Фергюса Мора — короля Дал Риады, который переселился из Ирландии в землю Аргайл. Большинство гербов людей с этой линии клана содержат голову вепря, что указывает на связь древних шотландцев (скоттов) с ирландским королевством Дал Риада (ирл. — Dál Riata), которое завоевало королевство пиктов — нынешнюю Шотландию.
Есть сообщения о том, что линия Фергюсон из Айршира и Дамфрисшира, линия Фергюсон из Галлоуэй играли важную роль в истории Шотландии во времена правления королей Шотландии Давида I и Малкольма IV. Фергюс из Галлоуэя восстановил церковь Уиторн, основал аббатство Дандреннан. Он умер в 1161 году в аббатстве Холируд. Графы Каррик происходят от Фергюса из Галлоуэя.
Клан Фергюсон владел землями Килкеррана с XII века, хотя первый исторический документ этого клана, касается Джона Фергюсона из Килкеррана и датируется 1464 годом. Джон Фергюсон был потомком Джона МакФерюса, который упоминается в грамоте Эдуарда Брюса в 1314 году, который был подписан после битвы при Бэннокбёрне.
Был еще клан Фергюсон из Южного Каррика — этот клан еще до 1600 года признал вождей клана Фергюсон из Килкеррана как вождей всего клана Фергюсон.

### XVII век
В XVII веке клан Фергюсон вступил в союз с кланом Кеннеди, с графами Кассилис против лэрдов Кеннеди из Баргани. Клан Фергюсон стал вассалом Джона Кеннеди, 5-го графа Кассилиса (1575—1615), в 1601 году, когда в результате столкновения в Мейболе лэрд Кеннеди Баргани был убит.
Клан Фергюсон из Эршира принял протестантскую веру во время Реформации, в то время как сэр Джон Фергюсон из Килкеррана поддержал короля и сражался в рядах роялистов во время Гражданской войны в Шотландии.

### XVIII век
Сэр Джон Фергюсон родился около 1653 года. Он стал выдающимся юристом и членом коллегии адвокатов Шотландии. В 1703 году он получил титул баронета Новой Шотландии. В 1735 году его сын Джеймс Фергюсон стал судьей Верховного суда и получил титул лорда Килкеррана. Генерал сэр Чарльз Фергюсон, 7-й баронет Фергюсон, служил в британской армии в течение почти сорока лет.

## Септы клана Фергюсон
Fergie, Fergus, Fergushill, Fergussill, Farries, Ferrie, Ferries, Ferris, Ferriss, Forgan, Forgie, Furgerson, Grevsack, Hardie, Hardy, Ehsanian, Hemmati, Kiddie, Kydd, Keddie, Keddle, Ketchen, Kidd, Madani, MacAdie MacCade, MacErries, MacFergus, MacFerries, and MacFerris, MacHerries, MacIrish, MacInlay, MacKerras, MacKersey, MacKestan, MacFhearghuis, MacMagnus, MacTavert.

## Вождь клана
Вождь клана — сэр Чарльз Фергюсон из Килкеррана, 9-й баронет из Килкеррана.